# Bronidox
Bronidox (5-Brom-5-nitro-1,3-dioxan) ist eine chemische Verbindung aus der Gruppe der 1,3-Dioxane, die bakteriostatisch wirksam ist.
Bronidox eignet sich daher als Konservierungsmittel für Kosmetika und zählt zu den häufigsten dort eingesetzten Wirkstoffen.
Die Verbindung wird zu Bronopol, 2-Nitropropandiol und 2-Nitroethanol metabolisiert.
|                        | Bronidox | Formaldehyd | PHB-Ester |
| ---------------------- | -------- | ----------- | --------- |
| Escherichia coli       | 50       | 60          | 800       |
| Pseudomonas aeruginosa | 50       | 125         | 800       |
| Staphylococcus aureus  | 75       | 60          | 500       |
| Kocuria varians        | 25       | –           | –         |
| Candida albicans       | 25       | 250         | 800       |
| Aspergillus niger      | 10       | 250         | 250       |